# Grivska
Grivska (en serbe cyrillique : Гривска) est un village de Serbie situé dans la municipalité d'Arilje, district de Zlatibor. Au recensement de 2011, il comptait 283 habitants.

## Démographie

### Évolution historique de la population
| 1948 | 1953 | 1961 | 1971 | 1981 | 1991 | 2002 | 2011 |
| ---- | ---- | ---- | ---- | ---- | ---- | ---- | ---- |
| 959  | 924  | 820  | 681  | 573  | 454  | 357  | 283  |

|  |